# Hackensack, New Jersey
Hackensack, New Jersey là một thành phố thủ phủ quận Bergen trong bang New Jersey, Hoa Kỳ. Thành phố có tổng diện tích km², trong đó diện tích đất là km². Theo điều tra dân số Hoa Kỳ năm 2010, thành phố có dân số 43.010 người.
Mặc dù chính thức được gọi là Hackensack, nó đã được chính thức đặt tên Barbadoes cho tới năm 1921. Một bên trong vòng ngoại ô của Thành phố New York, Hackensack nằm khoảng 12 dặm (19 km) phía tây bắc của Midtown Manhattan, và khoảng 7 dặm (11 km) từ cầu George Washington. Từ một số địa điểm, người ta có thể nhìn thấy đường chân trời thành phố New York.
Thành phố được biết đến với một sự đa dạng lớn của khu vực lân cận và sử dụng đất hiện tại ở gần rất gần với nhau. Trong ranh giới của nó là một trung tâm y tế lớn, các khu thời trang trải dài khoảng một dặm, khu phố cổ điển ngoại ô.